# Купрамонтана
Купрамонтана (итал. Cupramontana) — коммуна в Италии, располагается в регионе Марке, в провинции Анкона.
Население составляет 4893 человека (2008 г.), плотность населения составляет 182 чел./км². Занимает площадь 27 км². Почтовый индекс — 60034. Телефонный код — 0731.
Покровителем коммуны почитается святой папа Элевтерий, празднование 26 мая.

## Демография
Динамика населения:

## Администрация коммуны
- Официальный сайт: http://www.provincia.ancona.it/comuni/cupramontana/ Архивная копия от 25 марта 2008 на Wayback Machine